# Unterseeboot 205
Le Unterseeboot 205 (ou U-205) est un sous-marin allemand (U-Boot) de type VII.C utilisé par la Kriegsmarine (marine de guerre allemande) pendant la Seconde Guerre mondiale

## Historique
Mis en service le 3 mai 1941, l'Unterseeboot 205 reçoit sa formation de base dans la 3. Unterseebootsflottille à Kiel en Allemagne jusqu'au 1er juillet 1941, où il rejoint son unité de combat, toujours dans la 3. Unterseebootsflottille, à Base sous-marine de La Rochelle (La Pallice), puis à partir du 1er novembre 1941 à La Spezia.
Il réalise sa première patrouille, du port de Trondheim le 24 juillet 1941 sous les ordres du Kapitänleutnant Franz-Georg Reschke. Après 31 jours de mer, l'U-205 retourne à la base sous-marine de Lorient le 23 août 1941.
L'Unterseeboot 205 a effectué 11 patrouilles dans lesquelles il a coulé un navire marchand de 2 623 tonneaux et le croiseur léger britannique HMS Hermione déplaçant 5 450 tonnes, sur un total de 286 jours en mer.
Sa onzième patrouille part de l'Île de Salamine le 2 février 1943 sous les ordres de l'Oberleutnant zur See Friedrich Bürgel. Après huit jours en mer, il retourne à Salamine pour repartir le 11 février 1943. Puis, après sept jours en mer, l'U-205 est attaqué le 17 février 1943 en Méditerranée au point le plus septentrional de Cyrène en Libye à la position géographique de 32° 56′ N, 22° 01′ E, par des charges de profondeur lancées par le destroyer britannique HMS Paladin, assisté par un avion Bristol Blenheim Bisley sud-africain. Après sa capture, il coule à proximité de Derna pendant que le HMS Gloxinia le remorque. 
Huit des 50 membres d'équipage meurent dans cette attaque.

## Affectations
- 3. Unterseebootsflottille du 3 mai au 1er juillet 1941 (entraînement)
- 3. Unterseebootsflottille du 1er juillet au 1er novembre 1941 (service actif)
- 29. Unterseebootsflottille du 1er novembre 1941 au 17 février 1943 (service actif)

## Commandements
- Kapitänleutnant Franz-Georg Reschke du 3 mai 1941 au 19 octobre 1941
- Oberleutnant zur See Friedrich Bürgel du 19 octobre 1941 au 17 février 1943

## Patrouilles
|       | Commandant                 | Départ            | Départ          | Arrivée           | Arrivée   | Jours     | Succès  |
| ----- | -------------------------- | ----------------- | --------------- | ----------------- | --------- | --------- | ------- |
| 1     | Kptlt. Franz-Georg Reschke | 24 juillet 1941   | Trondheim       | 23 août 1941      | Lorient   | 31 jours  |         |
| 2     | Kptlt. Franz-Georg Reschke | 23 septembre 1941 | Lorient         | 2 octobre 1941    | Lorient   | 10 jours  |         |
| 3     | Kptlt. Franz-Georg Reschke | 3 novembre 1941   | Lorient         | 10 décembre 1941  | La Spezia | 38 jours  |         |
| 4     | Kptlt. Franz-Georg Reschke | 5 janvier 1942    | La Spezia       | 10 février 1942   | La Spezia | 37 jours  |         |
| 5     | Kptlt. Franz-Georg Reschke | 17 mars 1942      | La Spezia       | 6 avril 1942      | La Spezia | 21 jours  | 2 623   |
| 6     | Kptlt. Franz-Georg Reschke | 6 mai 1942        | La Spezia       | 8 juin 1942       | Salamine  | 34 jours  |         |
| 7     | Kptlt. Franz-Georg Reschke | 11 juin 1942      | Île de Salamine | 23 juin 1942      | La Spezia | 13 jours  | 5 450   |
| 8     | Kptlt. Franz-Georg Reschke | 3 août 1942       | La Spezia       | 12 septembre 1942 | Pola      | 41 jours  |         |
| 9     | Oblt. Friedrich Bürgel     | 20 octobre 1942   | Pola            | 19 novembre 1942  | La Spezia | 31 jours  |         |
|       | Oblt. Friedrich Bürgel     | 20 novembre 1942  | La Spezia       | 24 novembre 1942  | Pola      | 5 jours   |         |
| 10    | Oblt. Friedrich Bürgel     | 12 janvier 1943   | Pola            | 26 janvier 1943   | Salamine  | 15 jours  |         |
| 11    | Oblt. Friedrich Bürgel     | 2 février 1943    | Salamine        | 9 février 1943    | Salamine  | 8 jours   |         |
|       | Oblt. Friedrich Bürgel     | 11 février 1943   | Salamine        | 17 février 1943   | Coulé     | 7 jours   |         |
| Total | Total                      | Total             | Total           | Total             | Total     | 286 jours | 8 073 t |

Note : Oblt. = Oberleutnant zur See - Kptlt. = Kapitänleutnant

### Opérations Wolfpack
L'U-205 a opéré avec les Wolfpacks (meute de loups) durant sa carrière opérationnelle :
1. Arnauld (5 novembre 1941 - 18 novembre 1941)

## Navires coulés
L'Unterseeboot 205 a coulé un navire marchand de 2 623 tonneaux et un navire de guerre de 5 450 tonnes au cours des onze patrouilles (286 jours en mer) qu'il effectua.
| Date         | Navire       | Pavillon    | Tonnage | Fait  |
| ------------ | ------------ | ----------- | ------- | ----- |
| 26 mars 1942 | RFA Slavol   | Royaume-Uni | 2 623   | Coulé |
| 16 juin 1942 | HMS Hermione | Royaume-Uni | 5 450   | Coulé |